# Alveoplectrus floridanus
Alveoplectrus floridanus är en stekelart som beskrevs av Wijesekara och Schauff 1997. Alveoplectrus floridanus ingår i släktet Alveoplectrus och familjen finglanssteklar. Inga underarter finns listade i Catalogue of Life.